# قارخون (قوبا)
قارخون (به لاتین: Qarxun) یک منطقه مسکونی در جمهوری آذربایجان است که در شهرستان قوبا واقع شده است. قارخون ۱۱۰۱ نفر جمعیت دارد.